# 芝麻开门 (江苏卫视节目)
《芝麻开门》（英語：Raid the Cage），是江苏卫视一个公益游戏节目。节目制片人为王正良，主持人是张纯烨、劉维。

## 节目简介
两位选手以组合形式参加该节目，其中一人从八类题目中选择一类作答，必须在规定的时间内答完指定题目数量才能为另一位选手赢得时间，从而在关门前抢得奖品。若答题方未能在规定时间答完指定数量的题目，或者拿奖方被关在奖品区中，则游戏结束，选手空手而回。
完成三轮游戏后，选手可选择是否带着现有的奖品离开现场。
第六轮时，选手需在规定时间内答完所有十道题目，就可获得现场全部286件奖品。

### 求救法
游戏过程中，两位选手有一次互换角色的机会。

## 详细

### 第一阶段：2013年1月—5月
这一阶段的选手答题和抢奖品的时间不分开，即每一轮答题结束后，剩余时间立即交给另一名参赛者。
| 轮 | 答题和抢奖品时间 | 所需正答题目数 |
| -- | ---------------- | -------------- |
| 1  | 30秒             | 3              |
| 2  | 50秒             | 4              |
| 3  | 70秒             | 5              |
| 4  | 100秒            | 6              |
| 5  | 150秒            | 7              |
| 6  | 60秒             | 10             |

### 第二阶段：2013年6月—9月
这一阶段的节目中，选手答题的时间和抢奖品的时间分开。
| 轮 | 答题时间 | 抢奖品时间 | 所需正答题目数 |
| -- | -------- | ---------- | -------------- |
| 1  | 90秒     | 10秒       | 3              |
| 2  | 90秒     | 30秒       | 4              |
| 3  | 90秒     | 50秒       | 5              |
| 4  | 90秒     | 70秒       | 6              |
| 5  | 90秒     | 90秒       | 7              |
| 6  | 90秒     | —          | 10             |

7月份开始的节目中，选手在第1轮前多了一轮题目，是源于手机应用的“疯狂猜图”游戏。这个阶段的节目中，选手答对三题就可赢得一样道具以便另一位参赛者更容易拿到奖品。

### 现阶段：2013年10月开始
鉴于道具使用率不高，从10月1日的节目开始，热身题“疯狂猜图”不再奖励道具，而奖励一次免答权，即选手有一次机会放弃作答，而直接判回答正确一次。其他和第二阶段的节目完全相同。

## 任务
节目中有一些大型奖品，如汽车一年使用权、大家电组合等，需要通过一些遊戲才能获得。
- 汽车一年使用权: 瘋狂洗車——选手需要在大屏前做出指定動作，啟動汽車清潔裝置,將汽車上的污漬清除。當所有污漬都被清除,即為遊戲完成。
- 東南亞風情之旅: 定鼎天下——選手須穿戴鞭子腰帶,不斷旋轉,用鞭子將檯子上的兵人擊落。當六個兵人都被擊落,即遊戲完成。
- 終極挑戰：時間齒輪,一人緊抓住時間齒輪攀爬，另一人答題，攀爬過程中堅持的時間決定你的答題時間；十道題目答對八題，則已得獎品翻倍；答對全部十題，即可贏得全場所有獎品；如果答題未完，搭檔掉落，則挑戰失敗，獎品清零。
- 肯尼亞叢林探險之旅: 水果大作戰——場上共有九個木箱，選手需要用網球拍打網球，打翻牆上的木箱，露出水果圖案，直至露出六個水果圖案，即為遊戲完成。
- 豪華家庭影院: 彈力衝刺——選手須佩戴彈力腰帶，光腳不斷衝刺至跑道頂端，取回小熊玩偶，當所有玩偶都被取回，即為遊戲完成。
- 東京迪士尼親子游: 餃子過河——選手需要用身前的口袋運輸水餃玩偶抵達對岸，通過上肢抓緊上方的橫杆向前移動，累積運送完成指定數量的水餃玩偶，即為挑戰成功。
- 公寓一年使用權: 安居達人——選手須頭戴望遠鏡，將場地內各處的積木塊搬運到指定地台上，拚搭成房子的形狀，即為挑戰成功。

需要注意的是，和别的节目不同，这些任务可分多次完成，并非只有在一次倒计时中把所有任务完成才能通过。

## 海外播出
- 2015年2月2日起，该节目在香港now jelli频道播出，播映时间为逢星期一及五晚上9时至10时。